# 25994 Lynnelleye
25994 Lynnelleye este un asteroid din centura principală de asteroizi.

## Descriere
25994 Lynnelleye este un asteroid din centura principală de asteroizi. A fost descoperit pe 21 martie 2001 la Socorro, New Mexico, în cadrul proiectului LINEAR. Asteroidul prezintă o orbită caracterizată de o semiaxă mare de 2,37 ua, o excentricitate de 0,08 și o înclinație de 5,9° în raport cu ecliptica.